# Fenilalanina
La fenilalanina es un aminoácido (abreviado Phe o F). Se encuentra en las proteínas como L-fenilalanina (LFA), siendo uno de los 9 aminoácidos esenciales para el ser humano. La fenilalanina está presente también en muchos psicoactivos.

## Historia
La primera descripción de la fenilalanina se hizo en 1879, cuando Schulze y Barbieri identificaron un compuesto con la fórmula empírica, C
9H
11NO
2, en plántulas de lupino amarillo (Lupinus luteus) . En 1882, Erlenmeyer y Lipp la sintetizaron por primera vez a partir de la fenilacetaldehido, cianuro de hidrógeno y amoníaco.
El codón genético para la fenilalanina fue descubierto por primera vez por J. Heinrich Matthaei y Marshall W. Nirenberg en 1961. Mostraron que mediante el uso de ARNm para insertar múltiples uracilos repetidos en el genoma de la bacteria E. coli, podían causar que la bacteria produjese un polipéptido que consiste únicamente en aminoácidos de fenilalanina repetidos. Este descubrimiento ayudó a establecer la naturaleza de la relación de codificación que relaciona la información almacenada en el ácido nucleico genómico con la expresión de la proteína en la célula viva.

## Bioquímica
Las plantas producen la fenilalanina a partir de eritrosa-4-fosfato y dos moléculas de fosfoenol piruvato para formar un intermediario llamado corismato
El corismato se transforma en ácido prefénico por una transposición de Claisen, y la descarboxilación con deshidratación simultánea forma el ácido fenil pirúvico, el cual se transamina para formar la fenilalanina. Otros organismos transaminan primero al ácido prefénico para dar el ácido arogénico y así procede la descarboxilación cn hidratación.

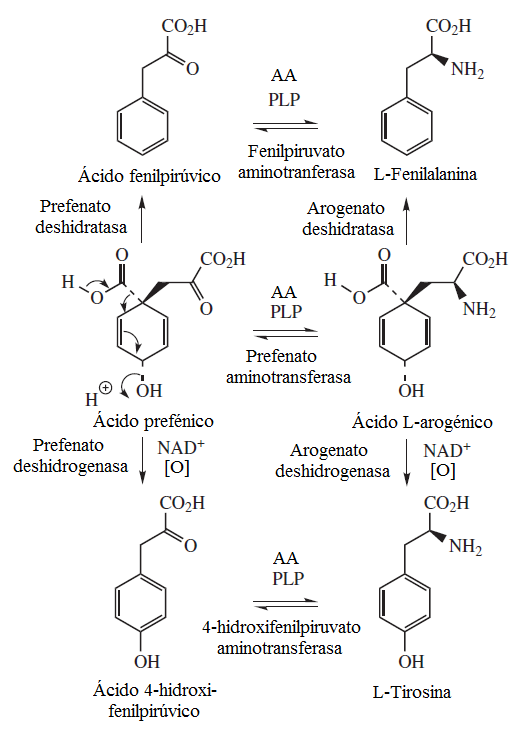
Rutas del ácido prefénico

La cadena lateral característica de este aminoácido contiene un anillo bencénico, y es por tanto uno de los aminoácidos aromáticos. Su uso excesivo produce efectos laxantes, junto con la tirosina y el triptófano. La L-fenilalanina se puede transformar, por medio de una reacción catalizada por la enzima fenilalanina hidroxilasa, en tirosina. La L-fenilalanina es también el precursor de  las catecolaminas como la L-dopa (L-3,4-dihidroxifenilalanina), la norepinefrina y la epinefrina, a través de una etapa en la que se forma tirosina.
Por otro lado, la L-fenilalanina se encuentra en la estructura de neuropéptidos como la somatostatina, vasopresina, melanotropina, encefalina, hormona adrenocorticotrópica (ACTH), angiotensina, sustancia P y colecistoquinina.

La fenilalanina utiliza los mismos canales transportadores que el triptófano para atravesar la barrera hematoencefálica. En cantidades excesivas, la suplementación puede interferir con la producción de serotonina y otros aminoácidos aromáticos, como así también en la producción de óxido nítrico, debido al consumo excesivo de los cofactores asociados, hierro o tetrahidrobiopterina, Las correspondientes enzimas para la producción de estos compuestos son las de la familia de las aminoácido aromático hidroxilasas y óxido nítrico sintasas.

## Patologías

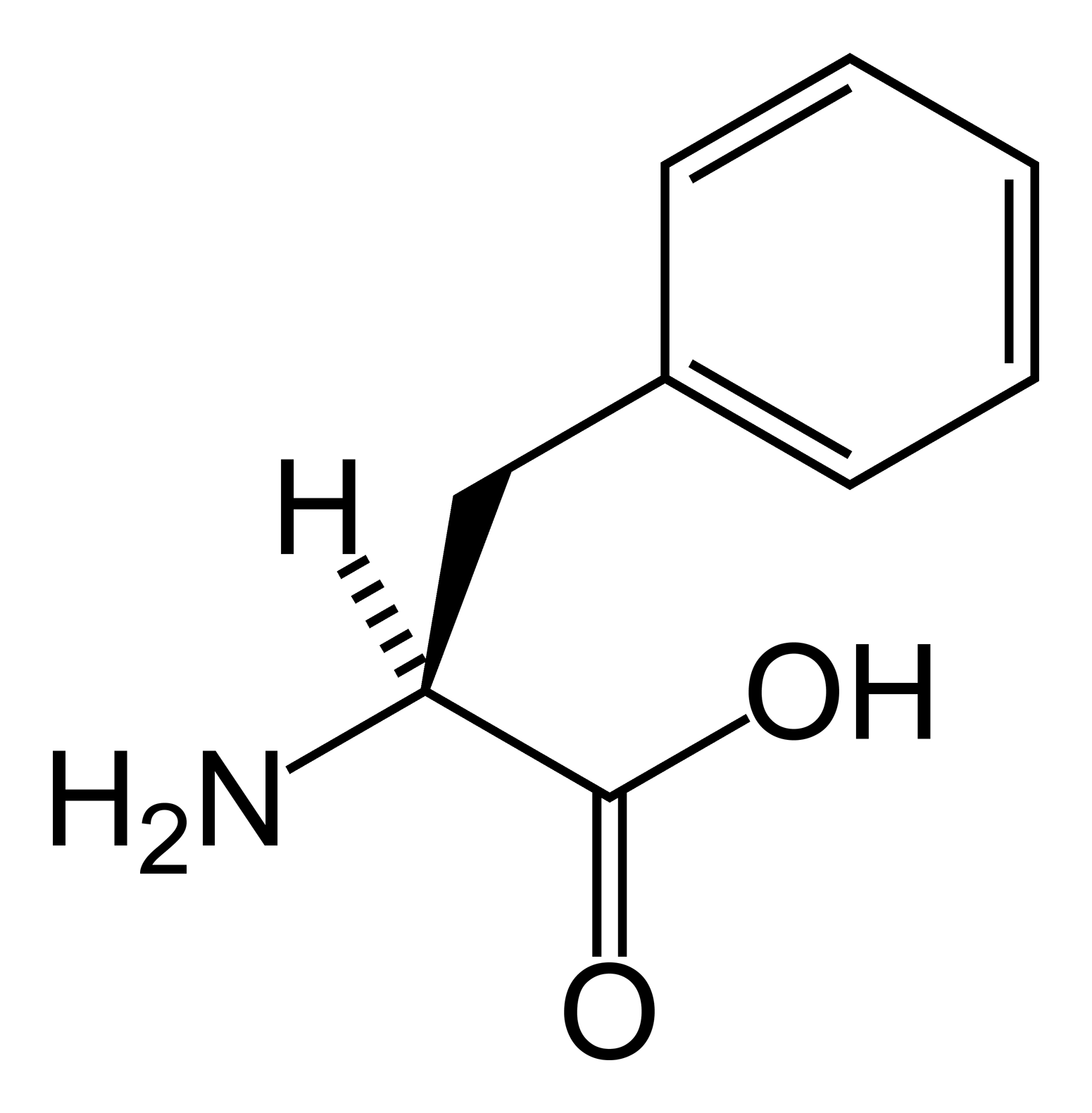
Esta es una imagen de "fenilalanina esquelética"